# Stans
Stans je obec (malé město) ve Švýcarsku, hlavní město kantonu Nidwalden. Leží v nadmořské výšce 452 metrů a žije zde přibližně 8 400 obyvatel.
Městem prochází větev Luzern-Stans-Engelberg-Bahn úzkorozchodné železnice Zentralbahn, spojující Lucern s obcí Engelberg.

## Geografie
Stans leží mezi vrcholy Stanserhorn a Buochserhorn a západním úpatím masivu Bürgenstock. Sousedními obcemi jsou Ennetmoos a Stansstad na západě, Oberdorf, Ennetbürgen a Buochs na východě a Dallenwil na jihu, přičemž Stansstad, Ennetbürgen a Buochs leží u Lucernského jezera.
Z celkové rozlohy obce je 43,7 % využíváno pro zemědělství. Dalších 36,5 % pokrývají lesy a lesní porosty. Kromě 2,6 % neproduktivní půdy tvoří 17,2 % zastavěné plochy.

## Historie

Stans na historickém vyobrazení

První zmínka o obci pochází z roku 1100 pod názvem Tannis. Od 12. do 14. století se pak objevuje pod názvem Stannes/Stannis.
Nejstaršími stopami lidské přítomnosti v Nidwaldenu jsou galorománské kremační hroby z 2. století př. n. l. Svědčí o tom i název Stans, který je odvozen od latinského slova stagnum (rybník, stojatá voda).

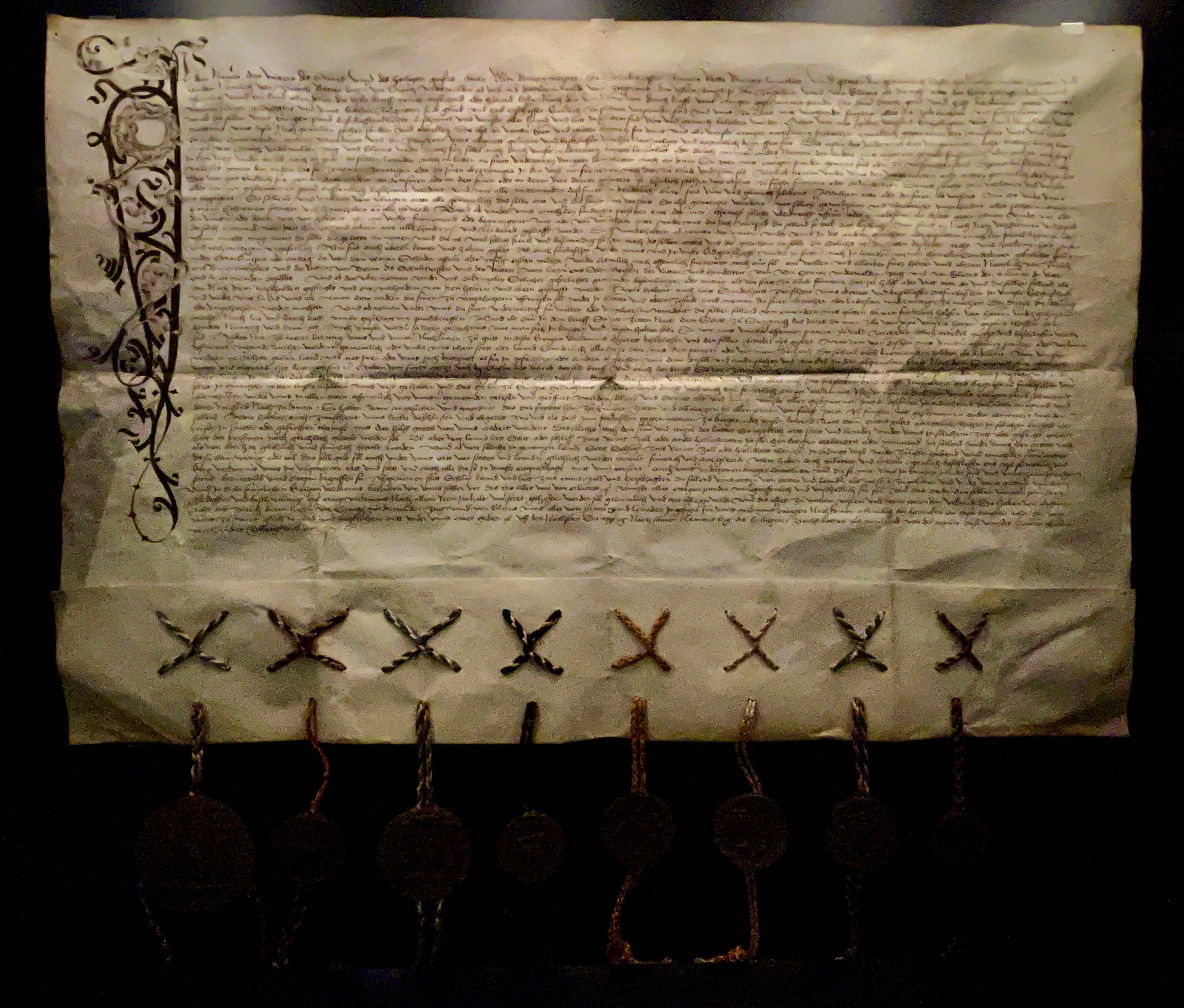
Rukopis Stansské dohody

Farní kostel sv. Petra je nejstarším kostelem v Nidwaldenu. Farnost původně zahrnovala celé údolí Engelberg. Pravděpodobně byl založen jako církevní nadace alemanského šlechtického rodu. Kolem roku 1100 držel dvě třetiny církevního majetku klášter Muri, poslední třetina připadla v první polovině 12. století klášteru Engelberg. To vedlo k dlouhému sporu mezi oběma kláštery. V roce 1270 byl kostel proti vůli kláštera Muri začleněn do kláštera Engelberg, ale trvalé začlenění se nezdařilo kvůli tvrdohlavému odporu uživatelů kostela. V roce 1462 udělily zemské protektoráty klášteru Engelberg, Lucern, Uri, Schwyz a Unterwalden farníkům právo zvolit si vlastního faráře. V důsledku rostoucího významu tzv. Ürten (korporací) docházelo od 15. století k dalším oddělením: Wolfenschiessen v roce 1469 (filiální kostel od roku 1277), Hergiswil v roce 1621 a kaplanská farnost Kehrsiten v roce 1768. V roce 1481 byla ve Stansu uzavřena Stansská dohoda, kterou byly Fribourg a Solothurn přijaty do Staré konfederace.

Stans, letecký snímek z roku 1956

Současný trojlodní kostel byl postaven v letech 1641–1647 Jakobem Bergerem ze Sursee. Východně orientovaný předchozí kostel byl zbourán, nová stavba byla otočena k jihu a k novému kostelu byla přistavěna románská kostelní věž z 12. století.
Katolická reforma měla ve Stansu velký vliv díky vlivu landsmana (kantonálního prezidenta) Melchiora Lussiho a jeho vztahům s Karlem Boromejským. V roce 1582 nechal Lussi do údolí přivést kapucíny a věnoval jim klášter ve Stansu, kam se přestěhovali v roce 1584. V roce 1592 je následovaly kapucínky, které byly zpočátku pouze tolerovány, dokud jim zemský sněm v roce 1618 neudělil plná práva. Dnešní klášterní kostely byly postaveny v roce 1625 (ženy) a 1683 (muži).
V roce 1798 byl Stans napaden francouzskými vojsky, protože se Nidwalden vzbouřil proti nové helvétské ústavě Napoleona Bonaparta. Korporace a vesničané, kteří ovládali vesnickou politiku až do roku 1798 a poté znovu v letech 1803–1850, ztratili svá politická práva s kantonální ústavou z roku 1850. Ty byly převedeny na nově zřízenou okresní samosprávu, dnešní politickou obec. Ürten si však ponechaly vlastnictví půdy a nadále spravovaly svůj vlastní majetek. Stejně jako kroporace se i farnost musela vzdát svých úkolů, zejména v oblasti péče o chudé a vzdělávání. Již v roce 1811 byla založena obec Stans, která územně odpovídala farnosti. Po revizi kantonální ústavy v roce 1877 se farnost pro pomoc chudým stala samostatným komunálním orgánem a v roce 1980 byla zrušena a její úkoly převzaly politické farnosti a kanton. V roce 1877 byla také založena tzv. školská obec Stans-Oberdorf, od níž se v roce 1968 oddělila školská obec Oberdorf. V roce 2010 bylo rozhodnuto o sloučení politické obce a školské obce.
V roce 1850 se politická obec skládala ze čtyř okresů: Stans (vesnice), Kniri, Niederdorf a Mettenweg. Obecní rada (výkonný orgán) se zpočátku skládala z jedenácti členů, pěti z obce a dvou z každého ze tří dalších okresů. V letech 1996–2004 se počet členů obecní rady postupně snížil na sedm.
Ačkoli je Stans hlavním a největším městem kantonu, až do svého zrušení v roce 1997 se kantonální Landsgemeinde Nidwaldenu konalo v sousední obci Oberdorf.

## Obyvatelstvo

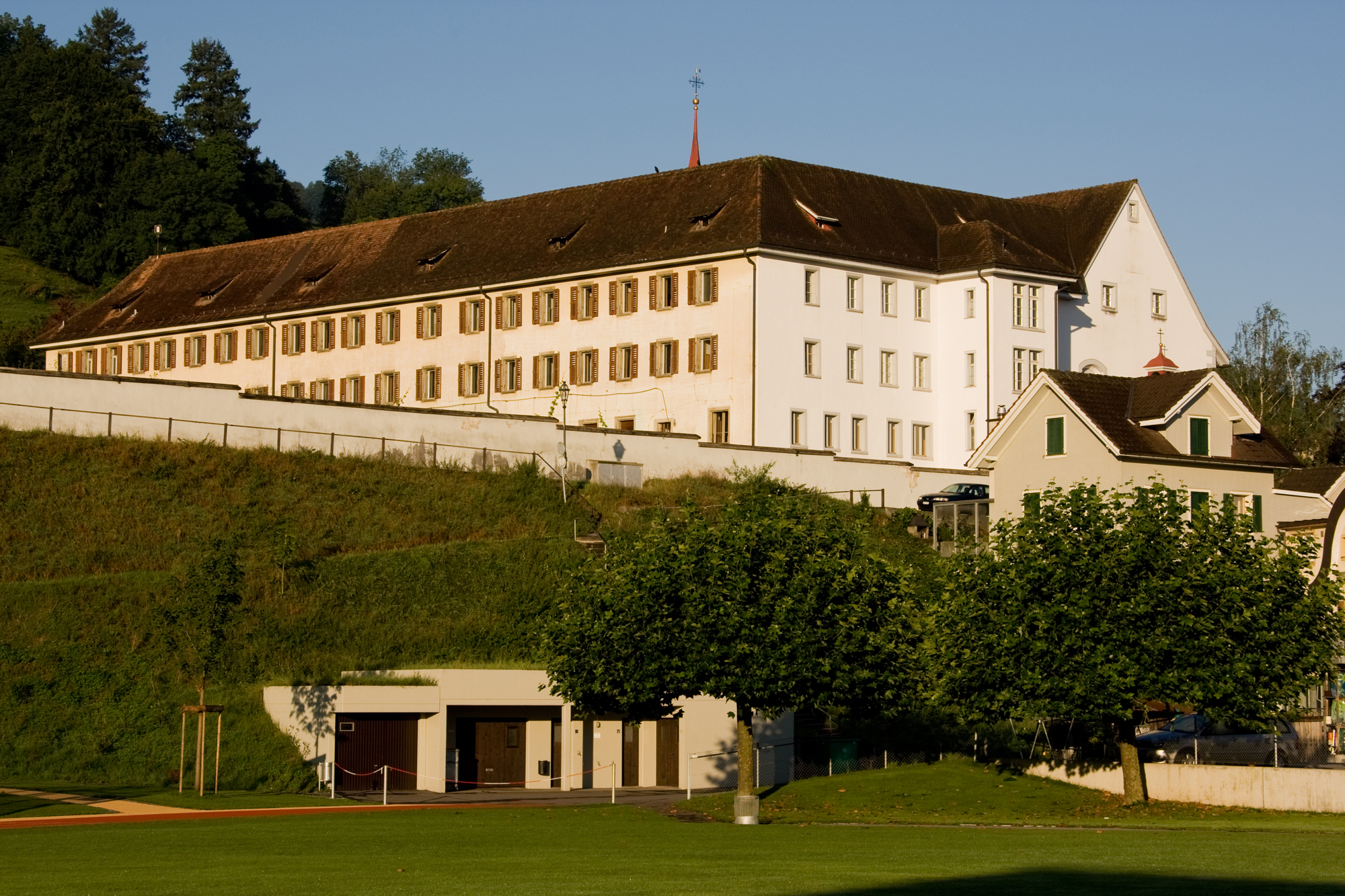
Kapucínský klášter ve Stansu

K 31. prosinci 2021 v obci žilo 8137 obyvatel.

### Vývoj populace
V 50. letech 19. století došlo k výraznému nárůstu počtu obyvatel. V následujícím desetiletí se růst mírně zastavil, ale od 70. let 19. století se opět výrazně zvýšil. Mezi lety 1850 a 1900 se počet obyvatel zvýšil celkem o 921 osob, tj. o 49,1 %. V letech 1910 až 1930 počet obyvatel stagnoval. Od roku 1930 až do současnosti následoval trvalý růst a po roce 2010 obec přesáhla hranici 8 000 obyvatel. Jen v roce 2008 se zvýšil počet obyvatel o 210 osob, tj. o 2,8 %. Spolu s okolními obcemi tvoří aglomeraci Stans (Beckenried, Buochs, Ennetbürgen, Ennetmoos, Oberdorf, Stans a Stansstad) s 31 946 obyvateli (na konci roku 2017). Z 8411 obyvatel na konci roku 2017 bylo 4209 mužů a 4202 žen.
| Vývoj počtu obyvatel | Vývoj počtu obyvatel | Vývoj počtu obyvatel | Vývoj počtu obyvatel | Vývoj počtu obyvatel | Vývoj počtu obyvatel | Vývoj počtu obyvatel | Vývoj počtu obyvatel | Vývoj počtu obyvatel | Vývoj počtu obyvatel | Vývoj počtu obyvatel | Vývoj počtu obyvatel | Vývoj počtu obyvatel | Vývoj počtu obyvatel | Vývoj počtu obyvatel | Vývoj počtu obyvatel | Vývoj počtu obyvatel | Vývoj počtu obyvatel | Vývoj počtu obyvatel | Vývoj počtu obyvatel |
| -------------------- | -------------------- | -------------------- | -------------------- | -------------------- | -------------------- | -------------------- | -------------------- | -------------------- | -------------------- | -------------------- | -------------------- | -------------------- | -------------------- | -------------------- | -------------------- | -------------------- | -------------------- | -------------------- | -------------------- |
| Rok                  | 1850                 | 1860                 | 1870                 | 1880                 | 1888                 | 1900                 | 1910                 | 1920                 | 1930                 | 1941                 | 1950                 | 1960                 | 1970                 | 1980                 | 1990                 | 2000                 | 2010                 | 2015                 | 2020                 |
| Počet obyvatel       | 1877                 | 2028                 | 2084                 | 2208                 | 2458                 | 2798                 | 2944                 | 2980                 | 2916                 | 3449                 | 3992                 | 4337                 | 5180                 | 5681                 | 6217                 | 6983                 | 7961                 | 8277                 | 8171                 |

### Jazyky
Téměř všichni obyvatelé mluví německy jako každodenním hovorovým jazykem, avšak silně alemanským dialektem. Při posledním sčítání lidu v roce 2000 uvedlo 91,6 % obyvatel jako svůj hlavní jazyk němčinu, 2 % italštinu a 1,2 % srbochorvatštinu.

### Národnostní složení
Na konci roku 2015 bylo 7 198 (86,96 %) obyvatel švýcarskými státními příslušníky. Většina přistěhovalců pochází ze střední Evropy (Německo), jižní Evropy (Itálie a Portugalsko), bývalé Jugoslávie (Srbsko, Černá Hora, Kosovo a Bosna a Hercegovina) a Srí Lanky. Při sčítání lidu v roce 2000 mělo 6256 osob (89,59 %) švýcarské občanství, z toho 297 osob mělo dvojí občanství.

## Doprava

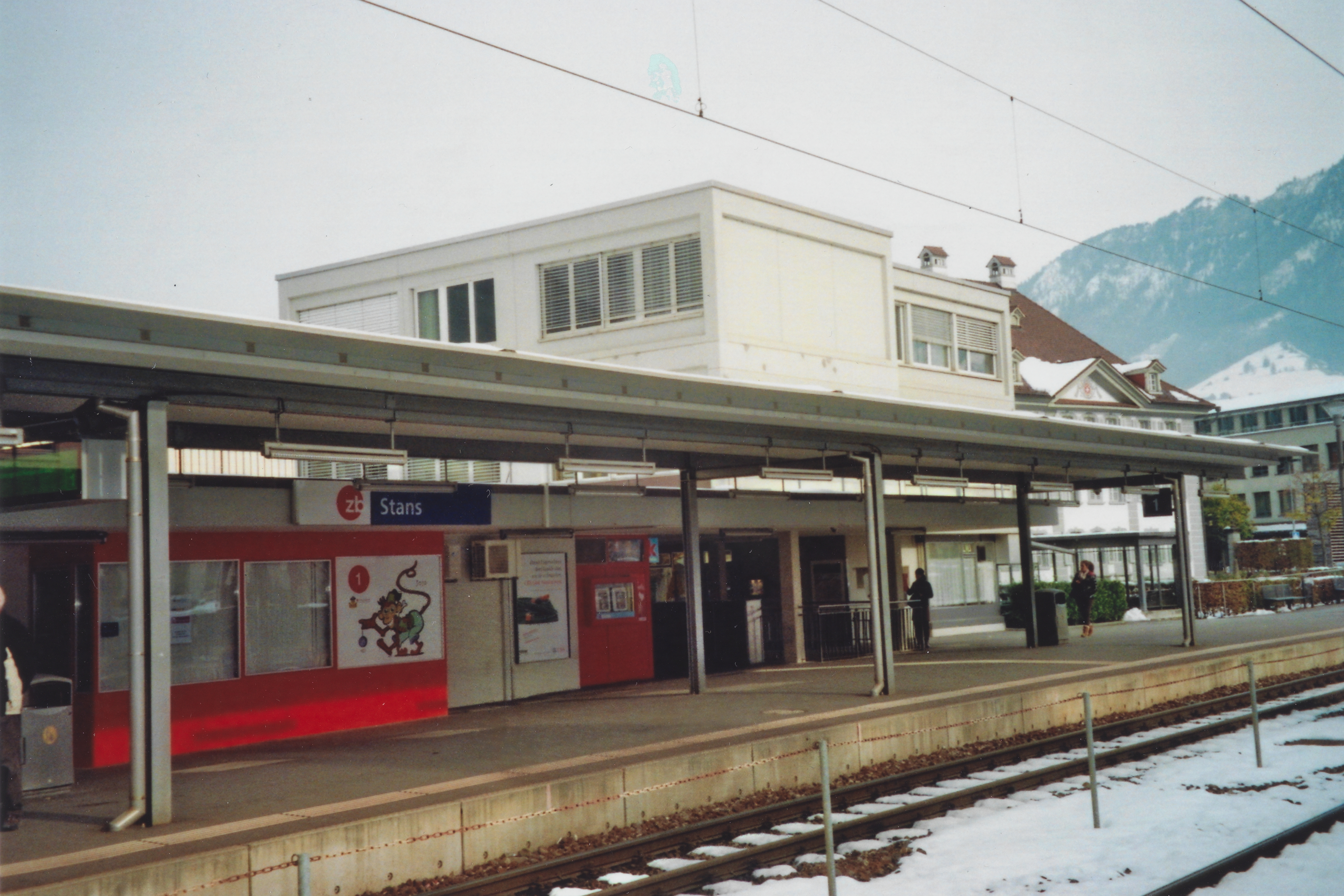
Železniční stanice Stans

Stans leží přímo na dálnici A2 Basilej – Lucern – Gotthard. Aby se obci ulevilo od dopravy, která je odkloněna z dálnice, byla vypracována koncepce řízení dopravy.
V roce 1893 byla otevřena Stanserhornbahn (SthB), lanovka vedoucí na vrchol Stanserhorn. Elektrická tramvaj Stansstad–Stans (StSt), která byla otevřena ve stejném roce, zajišťovala spojení s parníky na Lucernském jezeře ve Stansstadu. Kvůli konkurenci Stansstadsko-engelberské dráhy (StEB), otevřené v roce 1898 a vedoucí ze Stansstadu přes Stans do Engelbergu, však byla tramvajová trať v roce 1903 zrušena. Kvůli finančním potížím byla StEB v roce 1964 nejprve uzavřena. Poté byla trať kompletně zrekonstruována a bylo vybudováno prodloužení k lanovce Brünigbahn v Hergiswilu. Trať byla poté znovu otevřena jako Luzern-Stans-Engelberg-Bahn (LSE) s napojením na Lucern. Na začátku roku 2005 se LSE spojila s Brünigbahn a vznikla tak společná železniční společnost Zentralbahn (ZB).

## Osobnosti
- Arnold Odermatt (1925–2021), švýcarský policejní fotograf, dlouhodobě žil a zemřel ve Stansu
- Joseph Odermatt, kněz, papež palmarské církve, narozen ve Stansu